# Bothrops punctatus
Bothrops punctatus är en ormart som beskrevs av Garcia 1896. Bothrops punctatus ingår i släktet Bothrops och familjen huggormar. Inga underarter finns listade.
Arten förekommer i södra Panama, västra Colombia och nordvästra Ecuador. Den lever i låglandet och i bergstrakter upp till 2000 meter över havet. Honor lägger inga ägg utan föder levande ungar.